# Orde van de Vastberadenheid om te zegevieren
De Orde van de Vastberadenheid om te zegevieren (Vietnamees: "Huân chương Chiến thắng") is een onderscheiding van Noord-Vietnam en de daarmee verbonden Vietcong. Deze militaire onderscheiding werd uitgereikt aan militaire leiders zoals de generaals Võ Nguyên Giáp en Tran Van Tra. De orde werd toegekend aan diegenen die "hadden getoond vastbereaden te zijn om hoe dan ook te overwinnen". De onderscheiding lijkt op het Ereteken voor het verslaan van de Amerikaanse Agressie. Het materiaal is niet kostbaar.
Het is in uitvoering en decoratiebeleid een typisch voorbeeld van een Socialistische onderscheiding. De vroegere onderscheidingen van de Sovjet-Unie hebben als voorbeeld gediend.
Net als veel socialistische orden wordt ook het ereteken voor het verslaan van de Amerikaanse Agressie aan een kleine gesp, als van een heldenorde gedragen. De vorm is typisch Russisch en sluit niet aan bij Vietnamese tradities. 

## Gedecoreerde
- Võ Nguyên Giáp